# El país del fin del mundo
El país del fin del mundo es la vigésimo segunda novela de Mundodisco escritas por Terry Pratchett. Publicada inicialmente en 1998, trata de Rincewind y sus desventuras en el continente de CuatroEcks (parodia de Australia), lugar donde termina por los hechos finales de Tiempos interesantes.

## Argumento
La historia comienza un tiempo después de Tiempos Interesantes, donde Rincewind es transportado al continente de CuatroEcks (o XXXX para abreviar) debido a un cálculo incorrecto en el hechizo que debía transportarlo desde HungHung hasta la Universidad Invisible. 
XXXX es un extraño continente creado después que el resto del mundo donde nunca llueve y que recuerda a la Australia de nuestro mundo. En XXXX Rincewind se ve arrastrado a una aventura llena de peligro para recuperar la lluvia a través de muchos kilómetros de terreno reseco y agrietado en el que nadie ha puesto nunca los pies (no hay otro tipo de terreno en XXXX), acompañado por un canguro parlante llamado Scrappy.
Mientras tanto, el Claustro de Magos de la Universidad Invisible, tratan de buscar una cura para una rara enfermedad del Bibliotecario, cuyo campo mórfico cambia cada vez que estornuda. Para ayudarlo a través de la magia necesitan conocer su nombre verdadero, que nadie parece conocer y misteriosamente se ha borrado de todos los registros universitarios. Solo Rincewind por ser el antiguo ayudante del bibliotecario puede conocer su verdadero nombre, y el resto de los magos decide localizarlo.
Al entrar en el despacho del profesor Profesor Egregio de la materia Cruel y Desusada Geografía para preguntarle por la posición exacta de XXXX, encuentran un portal hacia una playa soleada donde quedan atrapados junto con la Señora Panadizo. Allí descubrirán que se encuentran miles de años en el pasado.
Mientras tanto, en el presente, Rincewind termina en la ciudad de Bugarup acusado de ser un ladrón de ovejas, el peor de los crímenes en XXXX. 
En este lugar, con la ayuda de los magos de la Universidad Invisible de CuatroEcks y posteriormente los magos de la Universidad Invisible de Ank-Morphok, logran descubrir la causa de los problemas de agua de XXXX.

## Traducciones
- El País del Fin del Mundo (Español)
- Последният континент (Búlgaro)
- Poslední kontinent (Checo)
- Het jongste werelddeel (Holandés)
- Viimane manner (Estonio)
- Viimeinen manner (Finlandés)
- Le Dernier Continent (Francés)
- Heiße Hüpfer (Alemán)
- Ostatni kontynent (Polaco)
- Последний континент (Ruso)